# Cypa
Cypa (ros. Ципа) – rzeka w Rosji, w Buriacji; lewy dopływ Witimu. Długość 692 km; powierzchnia dorzecza 42 200 km²; średni roczny przepływ przy ujściu 270 m³/s.
Źródła w Górach Ikackich; płynie w kierunku wschodnim po Płaskowyżu Witimskim (przepływa przez jezioro Baunt) i w kotlinie w Górach Stanowych. Zasobna w ryby (lipień, sieja).
Zamarza od października do maja; zasilanie deszczowo-śniegowe.